# Фарлете
Фарлете (ісп. Farlete) — муніципалітет в Іспанії, у складі автономної спільноти Арагон, у провінції Сарагоса. Населення — 439 осіб (2010).
Муніципалітет розташований на відстані близько 300 км на північний схід від Мадрида, 31 км на схід від Сарагоси.

## Демографія
Динаміка населення (INE ):